# Alpl (Pass)
Das Alpl (1081 m ü. A.) ist ein Pass in den Fischbacher Alpen in der Steiermark.

## Lage und Landschaft
Das Alpl ist die tiefste Einschartung zwischen dem Hochlantsch (1720 m) und dem Stuhleck (1782 m) und bildet die Wasserscheide zwischen Mürz und Feistritz. Der Pass verbindet die Ortsgemeinde St. Kathrein am Hauenstein und die Marktgemeinde Krieglach. Über ihn verläuft die Grenze der Bezirke Weiz und Bruck-Mürzzuschlag. An der Nordrampe der Passstraße findet sich auch der zu Krieglach gehörende Ort Alpl, am Pass befand sich die Alpler Schanz.

## Geschichte und Ausbau
Über das Alpl führt die Weizer Straße (B72), wobei die Straße nicht über die Passhöhe – beim Gasthof Schlagobersbauer – selbst, sondern rund 400 Meter nördlich über den geringfügig höheren Nebenpass Alpler Schanz (⊙ 1089 m) verläuft.
Die Straße ist stark von PKW und LKW befahren.

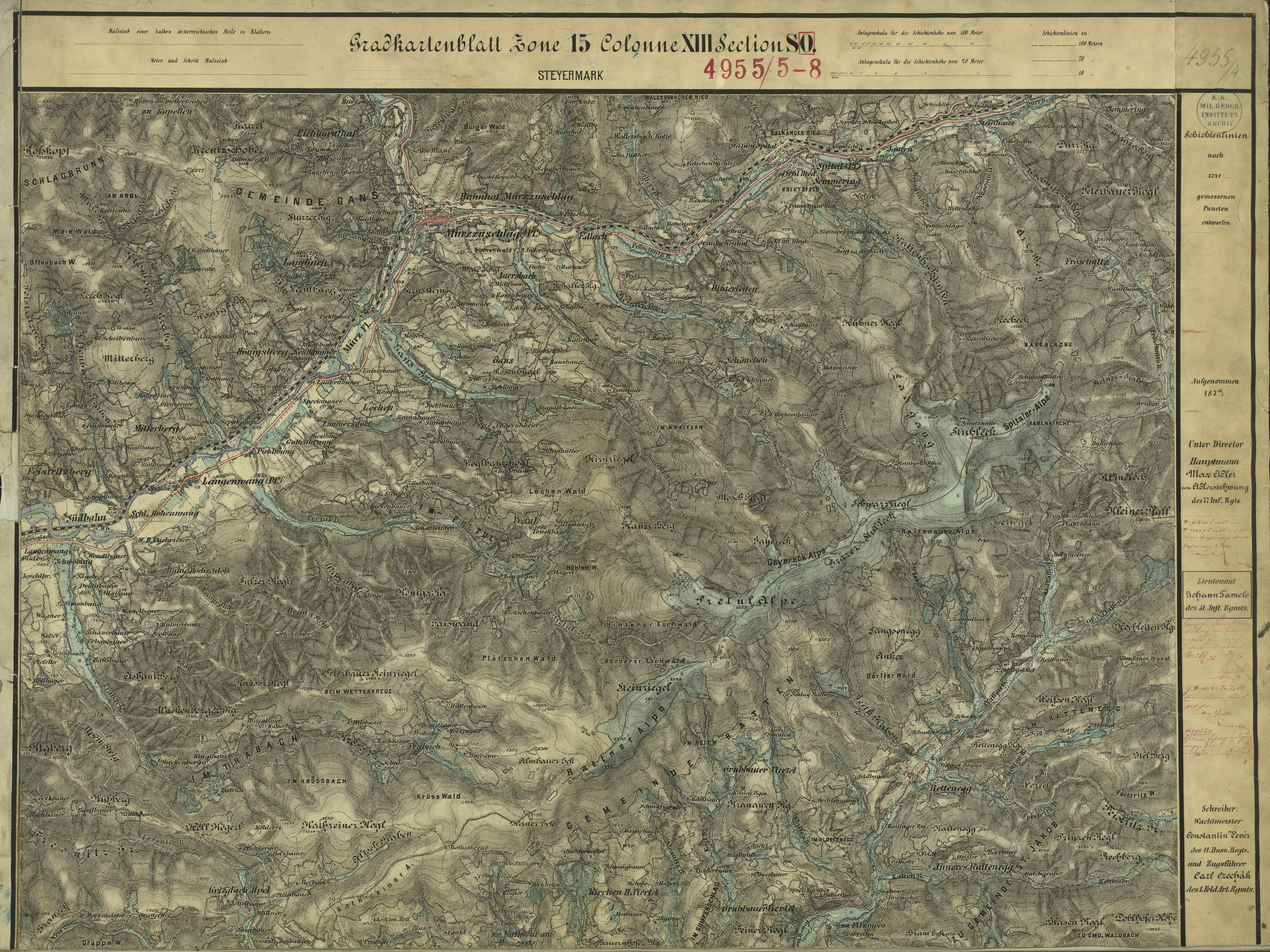
Nördliche Zufahrt zum Alpl (links unten) um das Jahr 1876 (Aufnahmeblatt der Landesaufnahme)

Am Pass befindet sich eine alte Verteidigungsanlage, die Alpler Schanz. Diese Anlage wurde im Jahr 1704 errichtet. Sie gehörte zu den Befestigungsanlagen (Kuruzzenschanzen), die zu Beginn des 18. Jahrhunderts im Osten Niederösterreichs und der Steiermark gegen den Kuruzzenaufstand (im Zuge des Spanischen Erbfolgekriegs) angelegt wurden. Damals bestand die Gefahr, dass sich ein Einfall der Kuruzzen bis in das Mürztal erstrecken und damit die Obersteiermark gefährden würde. Dazu kam es zwar nicht, aber die Pässe der Fischbacher Alpen und damit auch das Alpl wurden über längere Zeit in Verteidigungsbereitschaft gehalten. Die Anlage bestand aus einem Erdwall mit vorgelagertem Graben, einer Schanze. Es sind nur mehr geringe Reste erhalten. Ob bei ihrer Errichtung ältere Anlagen aus der Zeit der Türkenkriege um 1532 verwendet wurden, ist nicht belegt.

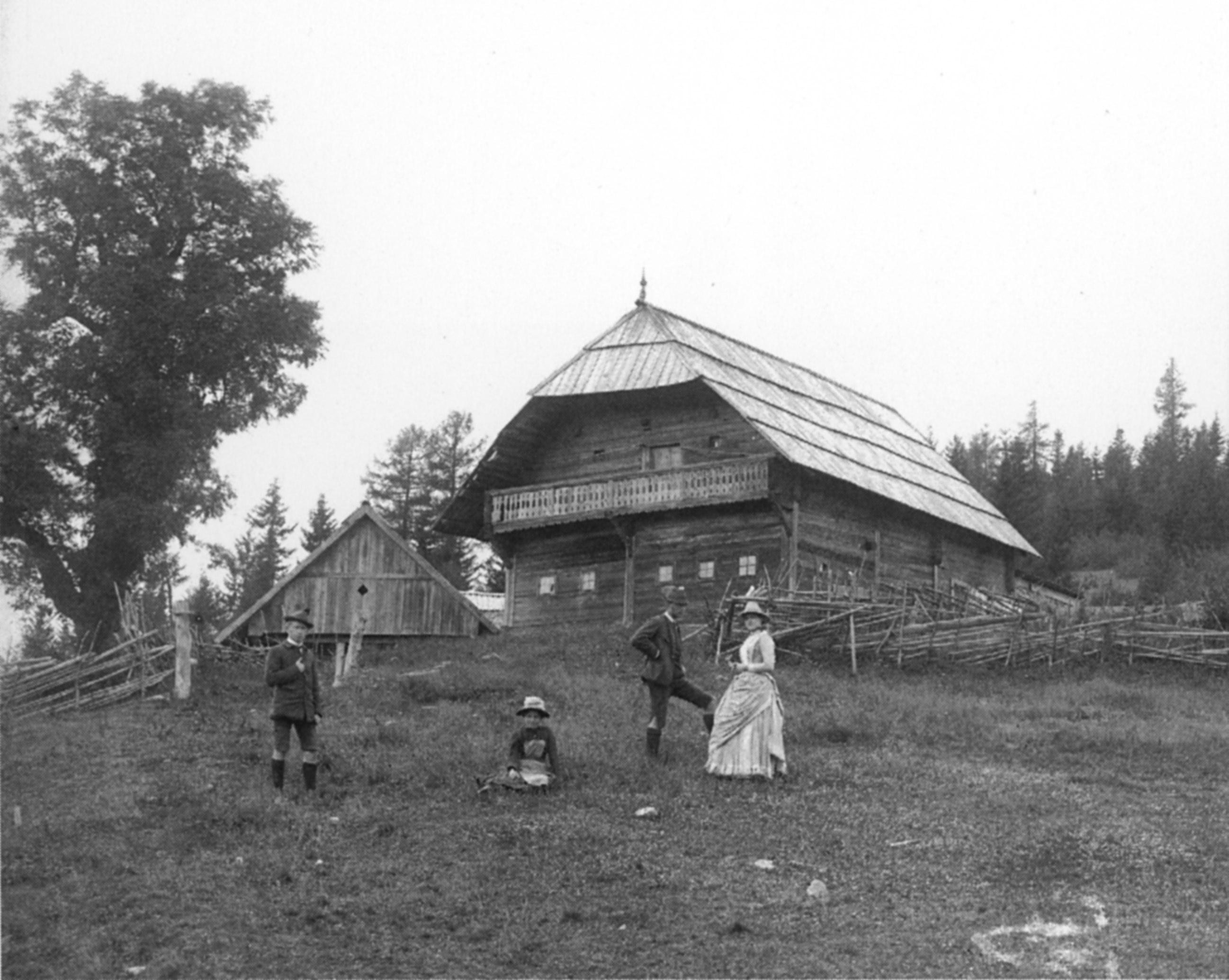
Roseggers Geburtshaus, auf dem Berghang westlich gegenüber, von der Passstraße aus gut sichtbar

## Hydrographie
Einige Bachläufe beim Alpl sind Beispiele für Flussanzapfungen, bei denen sich der Lauf eines Baches dadurch verändert, dass ein anderes, steiler fließenderes Gewässer das Gelände um diesen Bach annagt, was letztlich dazu führt, dass der ursprüngliche Lauf des Baches verlassen wird und dessen Wasser der Richtung des steileren Flusses folgt. Dadurch baucht die Wasserscheide hier im Vergleich zum relativ einförmigen Verlauf am Hauptkamm der Fischbacher Alpen östlich beiderseits etwas aus.
Außerdem markiert das Alpl denjenigen Punkt der Mur-Wasserscheide, an der sie von der Ost-West-Richtung entlang der Mur-Mürz-Furche (aus Richtung Semmeringpass) auf die Nord-Süd-Richtung parallel zum Murdurchbruch und der unteren Mur umzuknicken beginnt. Sie geht dann über den Schanzsattel, die Südrichtung schlägt sie dann endgültig am Gschießkogel bei Thyrnau ein.